# 夕映少女
『夕映少女』（ゆうばえしょうじょ）は、川端康成の短編小説。海岸の保養地を舞台に、夕映えのように美しい少女と胸を患う少年の悲しい恋愛と、その2人の結末を眺めていた不思議な性格の窃視症の女と、少女の肖像画を描いた画家夫婦の絡まりを、1人の男の視点で描いた物語。夕映えの海辺で振り向いた少女の画像が印象的な、哀しく美しい趣の作品となっている。作中に登場する「夕映少女」は、川端作品に通じる主題である「純潔な少女」の象徴ともなっている。
2008年（平成20年）1月26日に船曳真珠監督によりオムニバス映画『夕映え少女』の4話目として映画化された。

## 発表経過
1936年（昭和11年）、スタア社発行の雑誌『333』12月号に掲載され、翌年1937年（昭和12年）6月12日に創元社より刊行の『雪國』に収録された。その後1946年（昭和21年）4月25日に単行本『夕映少女』が丹頂書房より刊行された。なお、1977年（昭和52年）刊行の集英社文庫版などは『夕映え少女』と表記されているが、1980年（昭和55年）刊行の新版『川端康成全集第5巻』では原題通り『夕映少女』となっている。

## あらすじ

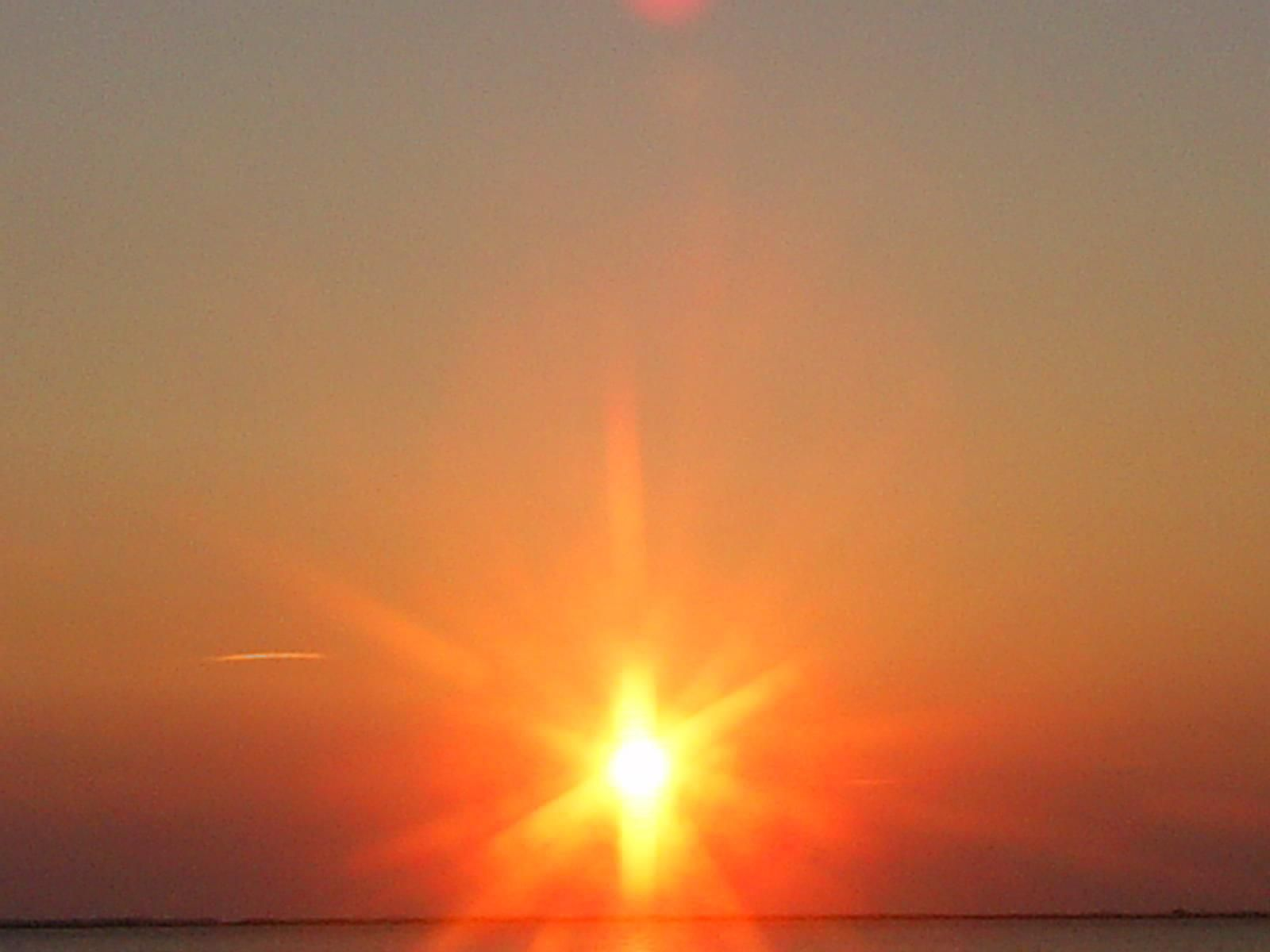

海岸が近い松林の別荘保養地にやって来た瀬沼は、ある日曜日の夕方散歩中、海岸で美しい少女を見かけた。自転車を止めて弟と一緒に夕日を見ていた少女がこちらを振り向いた瞬間、瀬沼はこの前見た展覧会の絵の少女が彼女だとすぐに分かった。鷹のように光っている目の美しいその少女は、阪見という家の令嬢で、体の弱い弟の保養のため、別荘のあるこの地に住んでいた。瀬沼の昔の知り合いの春子は画家の夫・松本と共に、阪見家別荘の隣りに住み、松本が少女の肖像画を描いたのだった。
瀬沼が宿泊している割烹旅館「松葉館」の女中・お栄は、働き者の陽気な女で、犬と庭でごろ寝してしまうような野性と健康的な身体だったが、どこか冷たいような影があり、実家の肉親への愛着も薄いようだった。瀬沼はそんな野蛮な美のお栄や、海岸で出会った少女に興味を持ち、受持ちの女中から様々な話を耳にした。お栄には、お客の部屋の前で立ち聞きをしたり、覗き見をする秘密の趣味があり、その病的な癖は治らないらしかった。お栄の意外な秘密を知った瀬沼には、それがお栄の不思議さに似つかわしいようにも思われ、お栄という女の魅力がなまなましく触れてくるような気がした。
「松葉館」の離れには、肋膜炎の予後を静養している竹田少年が滞在していた。竹田少年は、阪見家の少女姉弟と親しく、少女は自転車の後ろに弟を乗せて訪ねて来るらしかった。竹田少年の部屋の壁には、あの少女の胸像の絵が飾ってあった。竹田少年が静かに横たわって、その絵の少女をじっと見上げているのを瀬沼は目撃した。
次の土曜日の夜更け、にわかに旅館が騒がしくなった。阪見家の少女と竹田少年が行方不明になっていた。竹田少年は胸の病気が腎臓に転移して手術をしなければならないのを恐がり、そのことを少女が同情して心中したと憶測された。人々が右往左往する中、瀬沼はお栄を見た。お栄は人々の陰に座ってポロポロ泣いていた。お栄は、少年と少女の恋愛をつぶさに知っていて、その後をつけて心中を見届けて帰ったのを、瀬沼は直感した。
2人の恋愛のなりゆきを誰にも言わずに密かに楽しみ、少年少女の血を啜ってきたようなお栄を瀬沼が見下ろしていると、お栄ははっとそれに気づいて、うつ向けに突っ伏して激しくむせび泣いた。その艶めいて残酷な姿を見ているうちに瀬沼は、自転車の少女の姿を思い出した。弟を後ろに乗せて、夕映えの空に昇天してゆく少女の絵を描くことを、松本（春子の夫）に勧める時もあろうと瀬沼は思った。

## 登場人物
瀬沼
海岸が近い松林の別荘地帯にある割烹旅館「松葉館」に宿泊中。物語の進行役。作者・川端康成自身が投影された人物。
少女
阪見家の令嬢。女学生風な断髪。福々しい豊かな耳。目が鷹のように光っている。怖いくらい美しい少女。弟と一緒に別荘にいる。阪見家別荘は、瀬沼の昔の顔なじみ・春子の隣家。阪見家の本家は東京。
少女の弟
姉と同じくらいに背が高い。病身そうな肩。療養のためにずっと保養地の別荘にいる。
春子
30歳くらい。瀬沼の十幾年前の顔なじみ。オレンジ色の雑なドーラン化粧で、パーマネントウェーブの髪が乱れている。昔、喫茶店「ミンナ」の女給をしていた18、9歳頃は、血の暖かそうな豊かな丸顔で、深く濃い目の色の美人だった。今も目に名残をとどめているが、世帯やつれし、痩せて面長になっている。人妻で妊婦。
松本
春子の夫。画家。少女（阪見家の令嬢）をモデルにして描いた絵を展覧会に出した。
お栄
30歳近い。「松葉館」の女中。旅館の庭でよく犬と戯れ、夜中に犬が鳴くと、外で犬とゴロ寝することもある。身体が健康で、夜遅く寝ても朝一番早く起きて、さっさと働き仕事も早い。着やせし華奢に見えるが、裸になるとくりくりと固太りしていて、女中の中で一番太っている。いつも陽気だが、頬のあたりに少し冷たさがある。家族と不仲というわけでもないが、肉親への情が薄い。野蛮な熱情を潜ませている。泊り客を覗き見したり、立ち聞きしたりする病的な癖がある。
お種
「松葉館」の女中。瀬沼の受持ち。瀬沼の話し相手になっている。
竹田少年
15、6歳。肋膜炎の予後を「松葉館」の離れで、看護婦付きで静養している。病人らしくなく太っていて、目の大きい円顔で頬が薔薇色。長患いで甘ったれの幼児に還ったような初々しさがある美少年で、小生意気な厭味が微塵もない。愛らしい五分刈りの頭。女中たちに可愛がられている。親同志が知り合いのため、阪見姉弟と仲がよい。部屋の壁に阪見の少女の絵を飾っている。竹田家は東京にある。

## 作品評価・解釈
『夕映少女』は、少女と少年の悲しい恋愛と、画家夫婦と、不思議な性格を持つ宿の女中（窃視症の女）との絡まりを、瀬沼という男の視点で描いているが、この瀬沼は作者・川端康成の分身的な人物とされている。巖谷大四は、この男の視線を「遠くの方から射るように眺めている」と表現し、『夕映少女』を、「一幅の名画を見るような哀しく美しい作品」と評しながら、美しい少女の画像が、「物語の一つのかなめ」になっていると解説している。
瀬沼（作者・川端）の観察者の視点を鑑みながら、『夕映少女』を、「『禽獣』の主題」の明確な発展だと考察している三島由紀夫は、『夕映少女』では、 官能的な女中・「お栄の体」に「作者の目」が喰い入っているようでいて、実はそれよりも、窃視症癖のある「お栄の目」に「作者の目」が喰い入っているとし、しかしそれは、『禽獣』の主題が「客観性を得た」と簡単に言えるものではなく、「さらに錯綜して苦しみを増した」と説明している。そしてその複雑さについて三島は、「お栄の性格の秘密」が、「お栄にとつて無意識なもの」（『母の初恋』の雪子や、その他の川端作品のヒロインの少女たちのように）である限りにおいては、作者（川端）の目」を逃れることは不可能であり、「お栄の秘密」（窃視症）が「作者にとつて既知のものであり、意識されてゐる」限りにおいては、「お栄の目」には「作者の目」が憑いて来ると三島は解説している。
そして三島はその理由について、作者・川端自身の目は、「未知で不可知である“いのちの核心” “いのちそれ自体”（少女や禽獣のようなもの）以外のもの」に対しては、多かれ少なかれ、「それらの持つ眼差に、苦く痛々しく混じって来る習わし」だからだと説明し、この『夕映少女』では、「お栄を通じて、『禽獣』の苦痛が二重の苦痛になり、ある意味では救はれ、ある意味ではますます救ひがたくなつてゐる」と論考しつつ、それは、お栄がそれ自身一匹の「禽獣」でもあるからだと、その二重性について解説している。

## 映画化
- 『夕映え少女』（東京芸術大学、ジェネオン・エンタテインメント） 100分
  - 2008年（平成20年）1月26日
  - 監督：船曳真珠。脚本：多和田紘希。撮影：湯澤祐一。美術：三塚公子。照明：湯澤祐一。録音：草刈悠子。編集：山本良子
  - 出演：田口トモロヲ、宝積有香、五十嵐令子、円城寺あや、いしのようこ
  - ※川端康成原作の「イタリアの歌」「むすめごころ」「浅草の姉妹」「夕映え少女」の4作をオムニバス形式としてた映画の4話目。

## 関連作品
『夕映少女』は、1936年（昭和11年）の初出作品であるが、1946年（昭和21年）4月25日に丹頂書房から刊行された単行本には、他に6編の短編が収録され、それ以降の文庫本には、これら同作品が収録されるようになった。それらには、様々な階層の女性や少女の「繊細な心の動き」が描かれており、その中に作者・川端の「生い立ちの翳」がうかがわれる作品群となっている。以下におもな概要を記載する。

### むすめごころ
1936年（昭和11年）、雑誌『雄弁』8月号（第27巻第8号）に掲載。1937年（昭和12年）7月20日に竹村書房より単行本刊行。
思春期の少女の微妙繊細な“むすめごころ”を描いた書簡体形式の短編小説。少女・咲子が自分の親しく付き合っていた男友達・時田武を、親友・静子にゆずって結婚させるまでの経過を綴った作品である。大好きな可憐な静子の幸せを願い、武への愛をあきらめる少女の微妙な心理が、それとは裏腹に鮮やかに描かれ、「今の世に変はらぬ若い娘心の不思議」（『むすめごころ』）がよく感じられると巖谷大四は解説している。

#### 翻案作品
- オムニバス映画『夕映え少女』 2008年（平成20年）1月26日封切。
  - 監督：瀬田なつき。脚本：菅野あゆみ。出演：山田麻衣子、高橋真唯、柏原収史
  - ※ 2話目として映画化。

### イタリアの歌
1936年（昭和11年）、雑誌『改造』1月号（第18巻第1号）に掲載。1937年（昭和12年）6月12日に創元社より刊行の『雪国』に初収録。
ある大学の実験室でアルコール引火の爆発により、35歳の鳥居博士（戦争医学者）と、恋人の女助手・咲子が大火傷を負い、致命傷を負った博士が死ぬまでの病院内の風景を描いた短編小説。片足だけの火傷で済んだ咲子は、恋人の博士が死んだ時もあまり感情を表わさないでいるが、最後に「なんとはなしに『家なき子』の『イタリアの歌』を歌ひ始めた」（『イタリアの歌』）咲子が涙を流すラストシーンが印象的で、「心の内に激情を秘める女の心理が、怖いようにつっぱねたかたち」で描かれていると巌谷大四は解説している。

#### 翻案作品
- オムニバス映画『夕映え少女』 2008年（平成20年）1月26日封切。
  - 監督：山田咲。脚本：小林美香。出演：吉高由里子、高橋和也
  - ※ 1話目として映画化。

### 童謡
1935年（昭和10年）、雑誌『改造』10月号（第17巻第10号）に掲載。一部に伏字が行われた。1936年（昭和11年）12月27日に改造社より刊行の『花のワルツ』に初収録。
日本が次第に軍国を強め戦況に入っていく時代を背景に、東京からあまり遠くない海辺の兵隊町（千葉県の船橋あたりを想定）の割烹旅館に宿泊している画家・滝野と、軍人の宴会つとめに出る可憐な半玉・金弥を主人公にした短編小説。女の悲しさが、滝野（川端自身に置きかえられる男）の悲しさのように映る半玉の描き方は、『伊豆の踊子』の薫や、『雪国』の駒子と通じ、馴染みの半玉がみんな一本立ちの芸者になり、女になってゆくのを見守る画家の未練の中には、川端自身の「生い立ちに繋がる孤独感」が見られると巌谷大四は解説している。川端の傑作短編の一つに数えられている有名な作品でもある。

### 金塊
1938年（昭和13年）、雑誌『改造』4月号（第20巻第4号）に掲載。1939年（昭和14年）12月19日に改造社より刊行の『川端康成選集第九巻』に初収録。
透視術という天分を持ち合わせていたために起こった悲劇を描いた短編小説。生まれつき透視術という才能を持つ男・太田光洋が、海底に埋もれているという金塊引き上げを企む悪い仲間に引き入れられて利用され、挙句の果てに詐欺罪に問われて獄中で狂い死にした経緯が、その男の娘の語りの形式で描かれている。透視した海底の金塊と、娘の心の美しさとを絡ませ、それを「親子の血縁の神秘」で潤色した異色の作品だと巌谷大四は解説している。この作品は、『捜査実例集』（1927年7月出版）に記載されていた「松保丸の金塊引揚詐欺事件」をヒントにして書かれ、主人公のモデルは透視術の大家・三田光一とされている。

### 浅草の姉妹
1932年（昭和7年）、雑誌『サンデー毎日』臨時増刊新作大衆文学11月10日号（第11巻第52号）に掲載。1934年（昭和9年）12月25日に竹村書房より刊行の『抒情歌』に初収録。
川端の『浅草紅団』の拾遺的作品で、一連の「浅草もの」の一つである。田舎の貧しい家に生まれた三人の姉妹（おれん、お染、千枝子）が、働くために東京の「魔窟」と言われた歓楽街・浅草に来て、門付（三味線を弾いて歌いながら家々を回り、わずかなお金をもらう仕事）や踊子になり、健気に庇い合って生きる姿を描いた短編小説。軽快な調子のタッチやピカレスク小説風味の味わいが、逆に浅草の姉妹たちの悲しさを「鋭利な刃物のように」胸に響かせ、一番上の姉を不良仲間から救い出すラストシーンが感動的だと巌谷大四は評している。

#### 翻案作品
- 『乙女ごころ三人姉妹』 1935年（昭和10年）3月1日封切。75分
  - 監督：成瀬巳喜男。撮影：鈴木博。編集：岩下広一。音楽監督：紙恭輔。主題歌作詞：佐藤惣之助、サトウ・ハチロー
  - 出演：細川ちか子（おれん）、堤真佐子（お染）、梅園龍子（千枝子）、林千歳（母親）、松本千里（お春）、三條正子（お島）、松本万里代（お絹）、大川平八郎（青山）、滝沢脩（小杉）、伊藤薫（腕白小僧）、岸井明（客）、藤原釜足（酔っぱらい）、三島雅夫（六区の不良）、大友純（六区の不良）
- オムニバス映画『夕映え少女』 2008年（平成20年）1月26日封切。
  - 監督：吉田雄一郎。脚本：菅野あゆみ、山田卓。出演：波瑠、韓英恵、三村恭代、河合龍之介
  - ※ 3話目として映画化。

### 正月三ヶ日
1940年（昭和15年）、雑誌『中央公論』1月号（第55巻第1号）に掲載。同年12月20日に新声閣より単行本刊行。
スケッチ風の短編小説。20年来の友人同士の飯田と松本が、それぞれの妻（町子、友枝）を連れて大晦日の晩に東京を旅立ち、熱海で除夜の鐘を聞き、伊豆をひとまわりして正月三ヶ日を送る物語で、細君同士の会話、夫婦の会話を通じて、女の心理が描かれている。40歳を少し過ぎた倦怠期の夫婦が、旅行中に互いに刺激し合い、微妙な新しい愛情に再び目覚めてゆく様が、さわやかにほのぼのと描かれていると巌谷大四は評している。

## おもな刊行本

### 単行本
- 『夕映少女』（円頂書房、1946年4月25日）
  - 装幀：石井友太郎。226頁
  - 収録作品：「むすめごころ」「イタリアの歌」「童謡」「金塊」「浅草の姉妹」「夕映え少女」「正月三ヶ日」
- 文庫版『夕映え少女』（集英社文庫・コバルトシリーズ、1977年7月）
  - カバー装幀：東逸子。解説：巖谷大四
  - 収録作品： 「むすめごころ」「イタリアの歌」「童謡」「金塊」「浅草の姉妹」「夕映え少女」「正月三ヶ日」
- 文庫版『夕映え少女』（新風舎文庫、2006年6月5日）
  - カバー装幀：水戸部功。解説：巌谷大四
  - 収録作品： 「むすめごころ」「イタリアの歌」「童謡」「金塊」「浅草の姉妹」「夕映え少女」「正月三ヶ日」

### 全集収録
- 『川端康成全集第4巻 花のワルツ』（新潮社、1969年12月25日）
  - カバー題字：松井如流。菊判変形。函入。口絵写真2葉：著者小影、群鹿の圖（八大山人）
  - 収録作品：「田舎芝居」「童謡」「イタリアの歌」「これを見し時」「花のワルツ」「父母」「夕映少女」「生花」「金塊」「百日堂先生」「高原」「故人の園」「正月三ヶ日」
- 『川端康成全集第5巻 小説5』（新潮社、1980年5月20日）
  - カバー題字：東山魁夷。四六判。函入。
  - 収録作品：「化粧と口笛」「二十歳」「寝顔」「禽獣」「父母への手紙」「隠れた女」「広告写真」「散りぬるを」「扉」「姉の和解」「田舎芝居」「童謡」「イタリアの歌」「これを見し時」「虹」「父母」「夕映少女」